# Храшчина
Хра́шчина (хорв. Hrašćina) — община с центром в одноимённой деревне на севере Хорватии, в Крапинско-Загорской жупании. Население — 104 человека в самом посёлке и 1603 человек во всей общине (2011). Подавляющее большинство населения — хорваты (99,7 %). В состав общины кроме Храшчины входят ещё 9 деревень, причём в 7 из них население больше, чем в административном центре общины.
Деревня Храшчина находится на южных склонах хребта Иваншчица в 6 км к юго-западу от Нови-Марофа, и в 6 км к северо-востоку от Златара. В километре к западу от Храшчины проходит автодорога D24 Забок — Нови-Мароф — Лудбрег и рядом с ней ж/д линия Вараждин — Забок, есть ж/д станция. Через саму деревню проходит местная дорога, соединяющая шоссе D24 и автобан A4.
Храшчина известна своими виноградниками, виноградарство и виноделие традиционно являются главным занятием жителей, а также Храшчинским метеоритом. Он упал в 1751 году возле деревни и его падение стало первым документально зафиксированным и тщательно описанным падением метеорита, что опровергло общепринятое в научных кругах того времени мнение, что «камни с неба падать не могут».